# Dieter Klumpp (Publizist)

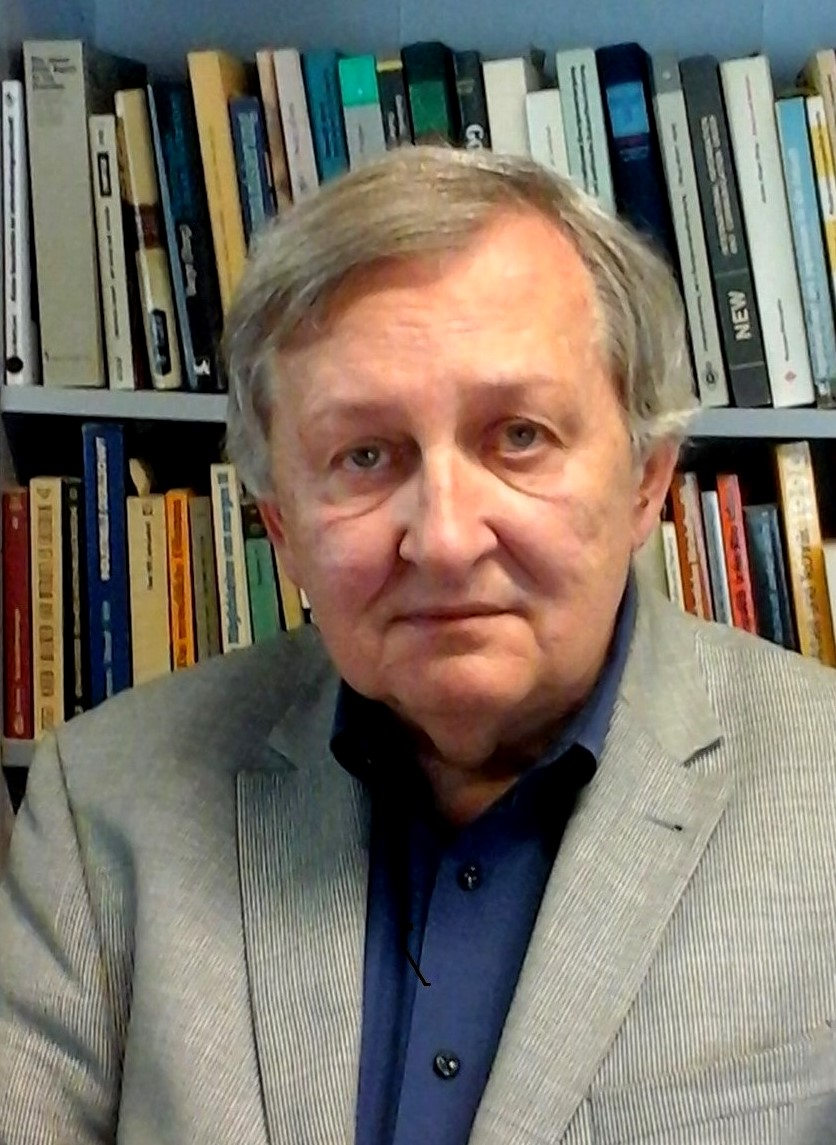
Dieter Klumpp, 2017

Dieter Klumpp (* 21. Februar 1949 in Stuttgart; † 4. November 2021 ebenda) war ein deutscher Publizist, Erfinder und Politikberater.

## Leben
Nach dem 1977 abgeschlossenen Studium der Politikwissenschaft und Geschichte an der Universität Stuttgart promovierte Klumpp 1994 am Institut für Publizistik und Kommunikationswissenschaft der Freien Universität Berlin (Arbeitsbereich Medienökonomie, Axel Zerdick, Prof. Frieder Naschold, Wissenschaftszentrum Berlin) über „Technikwandel und Volksparteien“. Die Dissertation wurde 2020 mit einem neuen Vorwort im Talheimer Verlag veröffentlicht.
Von 1978 bis 2013 war Klumpp bei der Standard Elektrik Lorenz AG (ab 1987 Alcatel SEL, ab 2006 Alcatel-Lucent Deutschland AG), Zentralbereich Technik, den heutigen Bell Labs Germany, Abt. Technik und Gesellschaft tätig. Dort wirkte er von 1980 bis 2012 als Beauftragter für die fiduziarische Alcatel-Lucent Stiftung für Kommunikationsforschung im Stifterverband für die Deutsche Wissenschaft.
Zusammen mit internationalen Partnern forschte und publizierte Klumpp von 2013 bis 2021 im Institut für Kommunikationsforschung in Stuttgart, das interdisziplinäre Studienprojekte für öffentliche wie gemeinnützige Förderer durchführt. Mit dessen Sammlung (u. a. Informatisierung, E-Government, Mobilitätstelematik) befindet sich das Archiv Digitalisierung im Aufbau.
Im Rahmen seiner beruflichen Tätigkeit hat Klumpp langjährig verschiedene Tätigkeiten in der Politikberatung und der Forschungsförderung ausgeübt. Er war ehrenamtlich beratend in verschiedenen wissenschaftlichen Gesellschaften (u. a. Deutsche UNESCO, ITG), akademischen Institutionen sowie Ministerien und des Deutschen Bundestags aktiv.
Klumpp ist Autor einer Reihe von Büchern mit dem Schwerpunkt Informationsgesellschaft und hält eine Reihe von Patenten als Erfinder und Miterfinder.

## Ehrenämter und Gremientätigkeiten
- 1993–2016 Sprecher Fachbereich I „Informationsgesellschaft und Fokus-Projekte“ in der Informationstechnischen Gesellschaft (ITG) im VDE
- 2012 Wissenschaftlicher Beirat Internationales Zentrum für Kultur- und Technikforschung (IZKT), Universität Stuttgart
- Beirat Forschungszentrum für Informationstechnik-Gestaltung (ITeG), Universität Kassel
- 2011 Deutsche UNESCO-Kommission, Mitglied Fachausschuss Kommunikation/Information
- Beirat Institut für Europäisches Medienrecht, Saarbrücken
- Vorstand Förderverein Stiftungsverbundkolleg e. V., Stuttgart/Berlin
- Vorstand Kompetenzzentrum Technik-Diversity-Chancengleichheit, Bielefeld
- 2011 Beirat Fraunhofer e-Government-Zentrum, Mitglied der Arbeitskreise „Electronic Government“ der Initiative D21 und BITKOM
- 2013 Beirat Stiftung Digitale Chancen
- 1995 Mitglied der Enquete-Kommission „Multimedia“ des Landtags von Baden-Württemberg
- 1996–1998 Mitglied des Wissenschaftlichen Beirats der Enquete-Kommission „Zukunft der Medien“ des Deutschen Bundestags
- 1999 Juryvorsitz BMBF-Programm Mensch-Technik-Interaktion
- 1999–2002 Beirat Media@Komm des BMWi

## Publikationen (Auswahl)
- Erneuerung braucht Querdenken: Diskursanstöße in der Informations- und Kommunikationstechnik. Mössingen-Talheim 1994.
- Marktplatz Multimedia: Praxisorientierte Strategien für die Informationsgesellschaft. Mössingen-Talheim 1996.
- Die schwierigen Mittelwege zur Informationsgesellschaft. In: Heidrun Abromeit, Jörg-Uwe Nieland, Thomas Schierl (Hrsg.): Politik, Medien, Technik, Festschrift für Heribert Schatz. Wiesbaden 2001, S. 434–457.
- mit H. Kubicek und A. Roßnagel (Hrsg.): Next Generation Information Society?, Notwendigkeit einer Neuorientierung. Mössingen-Talheim 2003.
- mit H. Kubicek, A. Roßnagel und W. Schulz (Hrsg.): Medien. Ordnung und Innovation. Springer, Berlin / Heidelberg 2006.
- als Mitherausgeber: Informationelles Vertrauen für die Informationsgesellschaft. Berlin / Heidelberg, 2008.
- als Mitherausgeber: Netzwelt – Wege, Werte, Wandel. Berlin / Heidelberg 2010.
- Innovation und Modernisierung durch E-Government. Berlin 2010.
- Leitbildkonvergenz in der Netzwelt? Informationsgesellschaft vor der vierten Diskursdekade. Berlin 2010.
- Technikwandel und Volksparteien, Sammlung Kritisches Wissen Band 88, Talheim 2020, ISBN 978-3-89376-188-3
- Zahlreiche Aufsätze in Zeitschriften und Sammelbänden, sowie andere publizistische Arbeiten[4].

## Universitäre Aktivitäten
Lehrtätigkeiten an deutschen Universitäten (Universität Stuttgart, Freie Universität Berlin, Universität Potsdam)